# ТЕС Балканабат
ТЕС Балканабат – теплова електростанція у Туркменістані, розташована у прикаспійському регіоні країни.  В часи СРСР була відома як Небіт-Дагська ГРЕС.
У 1963 – 1968 роках на майданчику станції ввели в дію чотири газотурбінні установки від Нєвського заводу типу ГТ-700-12М потужністю по 12 МВт. У 1970-х їх замінили на таку ж кількість газотурбінних установок ГТГ-12 (судові конвертовані двигуни типу ДЦ59) з тією саме одиничною потужністю.
В 2003 році застаріле обладнання замінили на три газові турбіни General Electric типу PG6581-B потужністю по 42 МВт, встановлені на роботу у відкритому циклі.
У 2010-му ввели в експлуатацію дві газові турбіни General Electric типу PG9161-E потужністю по 127 МВт, так само встановлені на роботу у відкритому циклі (втім, не виключене їх використання для створення комбінованого парогазового циклу). Як наслідок, загальна потужність станції досягнула 380 МВт.
Станція розрахована на використання природного газу. Ще в 1952-му до Небіт-Дагу подали попутній нафтовий газ з розташованих неподалік родовищ Небіт-Даг та Гумдаг (що започаткувало використання блакитного палива у Туркменістані). А у 1975-му через Небіт-Даг пройшла III черга системи "Середня Азія – Центр", туркменська ділянка якої наразі діє як газопровід Окарем – Гарабогаз.
Видача продукції відбувається по ЛЕП, розрахованим на роботу під напругою 35 кВ та 110 кВ.